# Avdímou
Avdímou är en ort i Cypern.   Den ligger i distriktet Eparchía Lemesoú, i den sydvästra delen av landet, 80 km sydväst om huvudstaden Nicosia. Avdímou ligger 80 meter över havet och antalet invånare är 641. Den ligger på ön Cypern.
Terrängen runt Avdímou är kuperad åt nordväst, men åt sydost är den platt. Havet är nära Avdímou åt sydost.  Närmaste större samhälle är Sotíra, 9,4 km öster om Avdímou. 
Klimatet i området är subalpint. Årsmedeltemperaturen i trakten är 21 °C. Den varmaste månaden är juli, då medeltemperaturen är 31 °C, och den kallaste är januari, med 10 °C. Genomsnittlig årsnederbörd är 572 millimeter. Den regnigaste månaden är januari, med i genomsnitt 123 mm nederbörd, och den torraste är augusti, med 2 mm nederbörd.